# 罗马美术学院
罗马美术学院 (意大利语：Accademia di Belle Arti di Roma) 建立于16世纪末，是意大利最重要和最古老的国立美术学院之一。随着艺术-音乐部门的改革（1999年12月21日第508号法律），该学院成为艺术领域高等教育、专业和研究的中心之一，并享有充分的教学和行政自主权。因此，它是高等艺术及音乐培养机构（AFAM）的一部分，有权授予学士学位（Laurea）和硕士学位（Laurea magistrale)。

## 历史
16世纪末，吉罗拉莫-穆齐亚诺和费德里科-祖卡里在罗马推动建立了圣路加（San Luca）学院，将绘画、雕塑和建筑这三种艺术聚集在一起，以绘画为主要表现工具。由于有来自意大利和国外的最杰出的艺术家参加，立即得到了很大的发展，以至于在17和18世纪之间在欧洲各地兴起的类似机构都把它作为一个典范。
启蒙运动需要将学校的理论教学转变为更具体的知识传播，这导致了“裸体自由学校”的建立，该学校在圣路加学院的指导下，组织了第一层次的学习，专门研究人体的真人大小的副本。今天，“自由裸体学校”仍然存在，与学院本身并列。
学院被赋予了监督城市内部在艺术领域所做工作的任务：一些例子是重建被火烧毁的城墙外的圣保罗大教堂，以及修复万神殿。
研究所被分配到位于Via di Ripetta的十九世纪的商会建筑，该建筑具有马蹄形的特点。学院的知名度不断提高，图书馆的馆藏不断扩大，收录了新书、艺术杂志和其他有价值的文献。
1883年，从Ara Coeli修道院十六世纪的保罗三世Farnese塔（即所谓的保罗三世塔）的墙壁上拆下来的门楣被捐赠给了学院。 由于当时的院长、画家菲利波-普罗斯佩里的敏感，它们被保存下来。目前，其中一些最近被修复的作品被收藏在人民广场的Caserma dei Carabinieri的Circolo Ufficiali中。